# هربرت نویمان
هربرت نویمان (هلندی: Herbert Neumann؛ زادهٔ ۱۴ نوامبر ۱۹۵۳) یک بازیکن و سرمربی فوتبال اهل آلمان است.

## باشگاهی
از باشگاه‌هایی که در آن بازی کرده‌است می‌توان به المپیاکوس، بولونیا، اودینزه و باشگاه فوتبال کلن اشاره کرد.

## تیم ملی
وی همچنین در تیم ملی فوتبال آلمان بازی کرده است.